# Emmanuel Quarshie
Emmanuel Quarshie (ur. 6 maja 1953 w Sekondi-Takoradi – zm. 16 września 2013) – ghański piłkarz grający na pozycji ofensywnego pomocnika. W swojej karierze grał w reprezentacji Ghany.

## Kariera klubowa
Swoją karierę piłkarską Quarshie rozpoczął w klubie Sekondi Hasaacas FC, w którym zadebiutował w 1977 roku. W sezonie 1977 wywalczył z nim mistrzostwo Ghany, a w sezonie 1983 został wicemistrzem tego kraju.
W 1983 roku Quarshie przeszedł do Zamaleku. W sezonie 1983/1984 został mistrzem Egiptu, a w sezonach 1984/1985 i 1985/1986 - dwukrotnie wicemistrzem. W 1984 i 1986 wygrał z nim Puchar Mistrzów.
W latach 1986–1990 Quarshie występował w bahrajńskim klubie Al-Muharraq. W sezonie 1987/1988 wywalczył z nim tytuł mistrza Bahrajnu. Natomiast w sezonach 1988/1989 i 1989/1990 zdobył z nim dwa Puchary Bahrajnu. W latach 1990–1992 był zawodnikiem gabońskiego ASMO Libreville, w którym zakończył karierę.

## Kariera reprezentacyjna
W reprezentacji Ghany Quarshie zadebiutował w 1976 roku. W 1978 roku powołano go do kadry na Puchar Narodów Afryki 1978. Zagrał na nim jedynie w grupowym meczu z Nigerią (1:1). Z Ghaną wywalczył mistrzostwo Afryki.
W 1980 roku Quashie został powołany do kadry na Puchar Narodów Afryki 1980. Wystąpił w nim w trzech meczach grupowych: z Algierią (0:0), z Gwineą (1:0) i z Marokiem (1:1).
W 1982 roku Quashie był w kadrze Ghany na Puchar Narodów Afryki 1982. Wywalczył z nią mistrzostwo Afryki. Na tym turnieju wystąpił w pięciu spotkaniach: grupowych z Libią (2:2), z Kamerunem (0:0) i z Tunezją (1:0), półfinałowym z Algierią (3:2) i finałowym z Libią (1:1, k: 7:6). W kadrze narodowej grał do 1988 roku.